# Veolia
Veolia (Veolia Environnement, dříve vystupující i pod jmény Compagnie Générale des Eaux a Vivendi) je francouzská nadnárodně působící skupina podnikající zejména v oblasti vodního a odpadového hospodářství, energetiky a do roku 2019 také dopravy.
V roce 1980 koupila skupinu Compagnie Générale d'Entreprises Automobiles (CGEA), která od roku 2000 působila pod značkou Connex (Connex Transport) a od roku 2005 přechází na značku Veolia Transport.

## Veolia v České republice
V České republice působí pod značkami: 
- VEOLIA ČESKÁ REPUBLIKA, a. s. – zastřešující holding
- Veolia Voda
- Veolia Energie ČR
- Veolia Transport Česká republika (Connex) - do roku 2013

V roce 2016 zaměstnávala téměř 6 800 osob a její konsolidovaný obrat činil 27,2 mld. Kč. Na českém trhu působí prostřednictvím společnosti VEOLIA ČESKÁ REPUBLIKA, a. s. (vodárenství), skupiny Veolia Energie a společnosti Veolia Využití odpadů ČR, s. r. o.

### Historie
Skupina Veolia (dříve působila ve vodohospodářství pod názvem Vivendi Water, Veolia Water a Veolia Voda, v teplárenství a energetice pod názvem Dalkia Morava a posléze Dalkia Česká republika) působí v České republice od roku 1996.
V letech 1997 až 1999 Dalkia ze skupiny Veolia postupně získala 95 % akcií Moravskoslezských tepláren, a. s. (MST), a 94 % akcií společnosti TEPLÁRNY Karviná, a. s. V roce 2001 pak společnost TEPLÁRNY Karviná, a. s., zanikla a její jmění bylo začleněno do MST. Následně v roce 2002 se MST přejmenovaly na Dalkia Morava, a. s., v roce 2004 na Dalkia Česká republika, a. s., a konečně v roce 2015 na Veolia Energie ČR, a. s..
V roce 2001 vyhrála Veolia veřejnou obchodní soutěž na koupi vodohospodářské společnosti v Praze. V dubnu 2001 se stala majoritním akcionářem provozní společnosti Pražské vodovody a kanalizace, a. s., koupí 66 % akcií za 6,1 miliardy Kč. Koncem roku 2002 se odkupem minoritní části akcií stala stoprocentním akcionářem.
Dne 1. ledna 2015 vznikla jednotná struktura řízení aktivit vodárenství, teplárenství a odpadového hospodářství pod společnou značkou Veolia. Generálním ředitelem skupiny je Philippe Guitard.

### Aktivity

#### Vodárenství (VEOLIA ČESKÁ REPUBLIKA, a. s.)
Skupina Veolia Česká republika je předním dodavatelem služeb na českém vodohospodářském trhu. Společnost zajišťuje výrobu a distribuci pitné vody a odvádění i čištění odpadních vod pro 3,5 mil. obyvatel z více než 1 050 měst a obcí a také pro 25 průmyslových podniků. V roce 2016 vodárenské společnosti skupiny vyrobily 224,4 mil. m3 vody.

##### Vodárenské společnosti skupiny Veolia Česká republika
- Pražské vodovody a kanalizace, a. s.
- Severočeské vodovody a kanalizace, a. s.
- MORAVSKÁ VODÁRENSKÁ, a. s.
- Královéhradecká provozní, a. s.
- Středočeské vodárny, a. s.
- 1. SčV, a. s.
- Vodohospodářská společnost Sokolov, s. r. o.
- RAVOS, s. r. o.
- VODOSPOL s. r. o.
- Česká voda – Czech Water, a. s.

#### Energie (skupina Veolia Energie v České republice)
V roce 2016 zásobovala teplem 325 000 domácností.

##### Společnosti skupiny Veolia Energie
- Veolia Energie ČR, a. s.
- Veolia Komodity ČR, s. r. o.
- Veolia Průmyslové služby ČR, a. s.
- Veolia Energie Praha, a. s.
- Veolia Energie Kolín, a. s.
- OLTERM & TD Olomouc, a. s.
- AmpluServis, a. s.
- Veolia Energie Mariánské Lázně, s. r. o.

#### Odpadové hospodářství (Veolia Využití odpadů ČR)
Odpadová divize Veolie se v České republice specializuje na nakládání s odpady s ohledem na jejich maximální využití a recyklaci před případným odstraněním, včetně nakládání s nebezpečným odpadem, čištění průmyslových odpadních vod, regenerace řezných emulzí a také třískového hospodářství s následným zpracováním. Provozuje několik zařízení pro nakládání s odpady a recyklaci. Prostřednictvím své dceřiné společnosti Envir s. r. o. vlastní rovněž spalovnu nebezpečných odpadů. Mezi klienty patří mnoho významných výrobců z automobilového a elektrotechnického průmyslu.
V únoru 2017 skupina Veolia získala významné společnosti zajišťující komplexní odpadové hospodářství pro průmyslové zákazníky v České republice, a to včetně nakládání s nebezpečnými odpady. Akvizice zahrnuje společnosti TEGAMO Waste, s. r. o., EKOSEV, s. r. o., a Envir s. r. o. Od 1. června 2017 se společnost TEGAMO Waste, s. r. o.,  přejmenovala na Veolia Využití odpadů ČR, s. r. o..

### Kritika společnosti
Vstup Veolie do vodárenství v Praze a několika dalších regionech je částí politické reprezentace označován za nevýhodný. Jako hlavní důvod se uvádějí nedostatečné investice do vodárenské infrastruktury, případně problémy s čerpáním dotací z EU. Veolia do pražského vodárenství vstoupila díky vítězství ve veřejné obchodní soutěži a zaplatila téměř 7 miliard korun. Provozní smlouva je platná do roku 2028, a Praha proto jedná o odkupu dceřiné společnosti PVK.